# 国等における温室効果ガス等の排出の削減に配慮した契約の推進に関する法律
国等における温室効果ガス等の排出の削減に配慮した契約の推進に関する法律（くにとうにおけるおんしつこうかガスとうのはいしゅつのさくげんにはいりょしたけいやくのすいしんにかんするほうりつ、平成19年5月23日法律第56号）は、国等における温室効果ガス等の排出の削減に配慮した契約の推進に関し、国等の責務を明らかにするとともに、基本方針の策定その他必要な事項を定めることにより、国等が排出する温室効果ガス等の削減を図り、もって環境への負荷の少ない持続的発展が可能な社会の構築に資することに関する法律である。略称は環境配慮契約法、グリーン契約法。

## 制定の背景
日本政府は京都議定書の削減目標達成を目指して、政府が事務及び事業に関し温室効果ガスの排出の抑制等のため実行すべき措置について定める計画が推進されており、2007年3月30日の閣議により計画が修正され、数値目標については8%削減することとした。
国の事務及び事業における温室効果ガスの排出削減を強化するため、参議院議員の川口順子議員、加藤修一議員、福山哲郎議員らを中心に、国等における温室効果ガス等の排出の削減に配慮した契約の推進に関する法律案が2007年4月に提出され、2007年5月に可決・成立。その後、基本方針が策定され2007年11月22日に施行される。 自由民主党、公明党、民主党の三党議員立法による法律である。

## 法律の概要
国や独立行政法人等に対し、製品やサービスの契約を締結する際に、競争を促しつつ、価格だけではなく温室効果ガス等の排出の削減に配慮した環境性能を総合評価した上で、最善の環境性能を供給する契約者を選定する仕組みを作り、もって、環境への負荷の少ない持続的発展が可能な社会の構築に資することが長期的に見て政府の出費が抑制されるとした。国及び独立行政法人等は法的に義務付けられ、地方公共団体は努力の義務となる。
施行にあたって先に制定したグリーン購入法は、環境物品等の購入判断基準を閣議決定するもので、グリーン契約法は環境契約の方法等を閣議決定する内容である。両法律は連係を取り、合理的かつ効率的に取組むとされる。
グリーン契約は、電気の供給を受ける契約、自動車等の購入に係る契約、省エネルギー改修事業（ESCO事業）に係る契約、建築物に関する契約の4分野を想定して基本方針が策定され、物件毎に諸条件は異なり参加者への要求事項が多枝に渡るとともに、発注者の理解能力も求められる。

## 基本方針
環境配慮契約法施行にあたって、国及び独立行政法人等におけるエネルギーの合理的かつ適切な使用等のため、温室効果ガス等の排出の削減に配慮した契約の推進に関する基本方針を定めた。暫定的な取決めは今後の検討課題にされる。
電気の供給を受ける契約
- 電力購入における二酸化炭素排出量の考慮。
- 電気事業者の二酸化炭素排出係数、環境負荷低減に関する取組状況により評価する裾切り方式による一般競争入札。
- 総合評価落札方式は今後の課題とし、基準等は毎年度見直しを検討。

使用に伴い温室効果ガス等を排出する物品の購入に係る契約
- 自動車など耐久財の購入におけるランニングコストの考慮。
- グリーン購入法の基準を前提条件とし、環境性能（燃費）と価格の両面から評価する総合評価落札方式。

省エネルギー改修事業
- ESCO事業による設備等の改修。
- 長期的視点による運用計画が必要不可欠であるため、国のESCO事業の契約に当たっては、10箇年度以内の債務負担が可能（財政法では国庫責務負担行為が5箇年度）。
- 発注者の責任において事業実施の適否を判断。総合評価落札方式及びプロポーザル方式。

建築物に関する契約その他国及び独立行政法人等の契約
- 庁舎や設備設計等に関するプロポーザル・企画競争。
- 設計段階において環境配慮を求めることが重要。PFI事業における環境配慮の促進。
- 環境配慮型プロポーザル方式。

この取決めは、法律の施行五年経過後、状況等により必要があると認めるときは、その結果に基づいて所要の処置が講ぜられる。